# 鲁沃
鲁沃（法語：Rouves，法語發音：[ʁuv]）是法国默尔特-摩泽尔省的一个市镇，属于南锡区。

## 地理
鲁沃（48°53'56"N, 6°12'20"E）面积3.69 平方千米，位于法国大東部大區默尔特-摩泽尔省，该省份为法国东北部内陆省份，是洛林的一部分，北邻比利时、卢森堡，北起顺时针与摩泽尔省、下莱茵省、孚日省和默兹省接壤。
与鲁沃接壤的市镇（或旧市镇、城区）包括：克莱默里、埃普利、诺姆尼、塞耶河畔波尔、罗库尔。

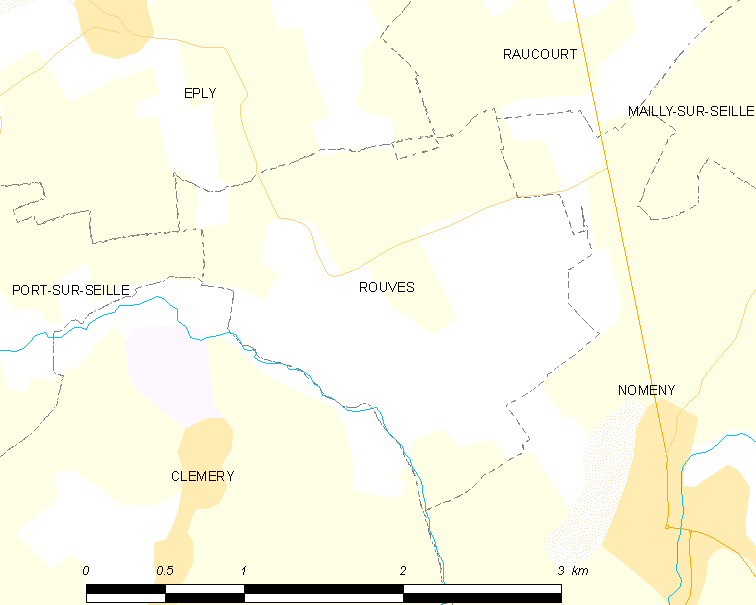
鲁沃的OSM定位图

鲁沃的时区为UTC+01:00、UTC+02:00（夏令时）。

## 行政
鲁沃的邮政编码为54610，INSEE市镇编码为54464。

## 政治
鲁沃所属的省级选区为塞耶-默尔特河间县。

## 人口

1962-2008年间鲁沃人口变化图示

鲁沃于2022年1月1日时的人口数量为102人。